# Lolium hubbardii
Lolium hubbardii är en gräsart som beskrevs av Bryan Kenneth Simon. Lolium hubbardii ingår i släktet repen, och familjen gräs. Inga underarter finns listade i Catalogue of Life.